# カステラ本家福砂屋
株式会社カステラ本家福砂屋（カステラほんけふくさや）は、長崎県長崎市に本社を置く、日本のカステラの製造業者である。

## 歴史
1624年（寛永元年）に、初代・福砂屋（砂糖や米を扱っていた貿易商）は、ポルトガル人より直接伝授されたカステラなどの南蛮菓子づくりを始め、「長崎カステラ」を創案。5代まで引地町（現・桜町と興善町）にて販売。
1775年（安永4年）乙未に、6代・市良次事大助のときに店舗を、市内丸山や唐人屋敷にほど近い船大工町に移転。
明治時代に入り、12代・清太郎は、中国で桃と並んで慶事・幸運の印として尊重されている蝙蝠を商標とする。この頃、卵と砂糖の配合を多くし、粉を少なく配した「五三焼カステラ」を創案。清太郎の代から、1年に1度、毎年5月に菩提寺である正覚寺にて「卵供養」を催すことを始める。
13代・為三郎のときに、宮中御買上げの栄に浴し、以来各宮様の御用命を賜る。為三郎は、卵白のみ使用した「白菊」、卵黄のみの「黄菊」の特製カステラを創案。
戦中戦後の弊舗を経て、1949年（昭和24年）に生産を再開。1952年（昭和27年）に東京支店を開設。
1977年（昭和52年）に本社多良見工場を完成。1983年（昭和58年）に福岡支店を開設。1992年（平成4年）に大村工場を完成。松が枝店店舗が、2003年度グッドデザイン賞受賞。

## 沿革
- 1624年（寛永元年）- 長崎・引地町で創業。
- 1775年（安永4年）- 店舗を船大工町に移転。
- 1952年（昭和27年）- 東京支店を開設。
- 1973年（昭和48年）- 殿村高司が社長に就任。
- 1977年（昭和52年）- 本社多良見工場を建設。
- 1983年（昭和58年） 
  - 福岡支店を開設。
  - オランダケーキを発売。
  - 手づくり最中を発売。
- 1992年（平成4年） - 大村工場を完成。
- 2002年（平成14年） - 殿村育生が社長に就任。

## 歴代社長
- 殿村史郎：1953年 - 1973年
- 殿村高司：1973年 - 2002年
- 殿村育生：2002年 -

## 商品
- カステラ[3]
- オランダケーキ[4]
- 特製五三焼カステラ[5]
- 手づくり最中[6]
- フクサヤキューブ[7]

## 直営店舗
長崎本店
- 〒850-0904 長崎県長崎市船大工町3-1

浦上店
- 〒852-8108 長崎県長崎市川口町8-3

松が枝店
- 〒850-0921 長崎県長崎市松が枝町2-43

多良見店
- 〒859-0403 長崎県諫早市多良見町市布1745-1

大村店
- 〒856-0818 長崎県大村市今津町333-1

中目黒店
- 〒153-0042 東京都目黒区青葉台1-26-7

東京赤坂店
- 〒107-0052 東京都港区赤坂5-4-8 クレールタイヨービル1階

福岡赤坂店
- 〒810-0041 福岡県福岡市中央区大名2-12-6 ビルF

東光寺店
- 〒852-8108 福岡県福岡市博多区東光寺町1-2-33

博多駅マイング店
- 〒812-0012 福岡県福岡市博多区博多駅中央街1-1

大橋店
- 〒815-0033 福岡県福岡市南区大橋1-16-2

## 関連会社
- 株式会社福砂屋 長崎
- 株式会社福砂屋 東京
- 株式会社福砂屋 福岡
- 株式会社福砂屋商事

## 提供番組
- Pint - 長崎放送
- 天気予報 - RKB毎日放送

## 参考資料
- 『福砂屋 カステラ縁起』